# Battle of Titans
『Battle of Titans』（バトル・オブ・タイタンズ、略称: B.o.T）は、ロシアのRed buttonが開発・運営するスマートフォン向けオンラインロボット対戦ゲーム。対応プラットフォームはiOSとAndroid。

## 概要
プレイヤーは巨大なロボット（ゲーム内呼称：タイタン）を操り、戦闘で勝利することが目的となる。2018年1月にiOS版、7月にAndroid版がリリースし、クロスプラットフォームでプレイ可能となっている。

## システム

### マッチング
マッチング人数は最大8対8、最低3対3となっており、プレイヤーの人数が少ない場合コンピューター操縦のタイタンが補充される。
編成の強さ(ティア)と勝敗で増減するトロフィーの数値を基準にマッチングされ、接続する地域によりヨーロッパ/アメリカ・アジアの各サーバーに自動的に割り振られる。ゲームモードとマップの選択はランダムとなっている。

### ゲームモード
2種類のゲームモードがある
- チームデスマッチ : 敵のタイタンを撃破する基本的なモード。敵を撃破すると機体コスト分のポイントが入手でき、戦闘終了までにポイントが多い、もしくはすべてのタイタンを破壊したチームが勝利となる。CDEのリスポーン地点は占領することにより使用可能となる。
- スティールコンボイ : マップに隠されたオブジェクトを奪い合い、目標地点まで輸送すると勝利となるモード。目標に到達できなかった場合ポイントでの勝敗となる。

### 戦闘
上下左右のフリーエイムであり、胴体・脚部・武器にそれぞれHPが設定されているので、ただタイタンを撃破するだけでなく、部位破壊で機能を低下させることもできる。
ロックしている敵にエイムアシストが機能するので簡単にヒットさせることができ、射撃ボタンを離すことによりロックを切り替えられる。
レーダー範囲内で自機もしくは味方機が直接視界に入れている(三人称視点で見えている状態ではなく、タイタンが遮蔽物から出る必要がある)敵のみレーダーに捕捉、ロックオンできる仕様となっている。

## 装備
戦闘で得られるゲーム内通貨ECで購入することができ、機体・武器・モジュールの組み合わせにより自由度の高い編成が可能となっている。T1、T2、T3の3レベルが設定されており、レベルアップごとに性能が上がり、タイタンと武器はモジュールスロットが増加する。

### タイタン
全9種のタイタンが実装されている。編成はコスト制であり、6コストまで使うことができる。軽タイタンは1、中タイタンは2、重タイタンは3コスト利用する。（編成例：軽6、軽2中2、軽1中1重1）

### 武器
全14種の武器が実装されている。軽武器、中武器、軽中重それぞれのスペシャル武器、bully専用である盾を対応する武器スロットに搭載する。
AP・HEAT・HEF・Heating/Thermalの4種類のダメージタイプがあり、
- AP : 距離に応じて威力減衰と弾速減衰が生じる。ダメージを部位に集中させやすく、精度も高い傾向がある。
- HEAT : 距離問わず同じダメージが入るが、ダメージが各部位に分散する。ミサイル、ロケット系であり、精度は低い傾向にある。
- HEF :爆風による範囲ダメージを与えることが出来る。着弾地点から離れるほど威力は減衰する。
- Heating/Thermal :レーザーを当て続けることにより敵機体の装甲耐性を減少させることができる。さらに、熱量に応じてDoTダメージを与える。装甲は時間経過と共に元の機能を回復する。

という特徴がある。
これに加えてダメージは与えられないが、敵の動きを一時的に拘束することが出来るEMPがある。
　

### モジュール
タイタン・武器に装備することによって、性能をプレーヤー好みに調整することができる。

## 課金
基本無料であるが、EC、プレミアムアカウント、課金機体・武器を購入することができる。

### プレミアム
2種類が用意されており、値段は同じである。
- プレミアム : 戦闘で得られるECの量が75%増加する。
- V.I.P : ブラックマーケットでより多くの装備が並び、レアな商品が出やすくなる。

-25%ブラックマーケットでの割引
ティアアップグレードのコストが半額

### 課金機体・武器
新しく実装された機体・武器は課金で購入することになり、T3の状態で入手できる。新機体・武器が実装されると、それまでの課金機体・武器はECで購入できるようになるため、課金専用ではなく先行入手という形となっている。その他、スキンは完全課金という形がとられているが、ブラックマーケットに低確率で課金要素が並ぶことがあることや、リーダーボードの景品になるため無課金でも入手は可能。